# El Verdaguer (Manlleu)
El Verdaguer és una masia de Manlleu (Osona) inclosa a l'Inventari del Patrimoni Arquitectònic de Catalunya.

## Descripció
És una masia orientada migdia, de planta baixa, dos pisos i golfes. A la part dreta hi ha un cos adossat amb galeries sostingudes per pilars que s'obren a nivell del primer i segon pis. A la imposta dels arcs hi ha decoracions amb mosaics.
Formant angle recte amb aquest cos hi ha una nau coberta a un vessant. S'accedeix a l'interior mitjançant una escala i un portal a la part baixa dels porxos. La part posterior presenta diversos cossos.

## Història
El mas està documentat el 1553, al fogatge de la parròquia i terme de Manlleu, habitat per Joan Moreta.
L'arxiu parroquial de Santa Maria de Manlleu esmenta, diverses ocasions,aquesta masia: Joan Verdaguer, i quatre familiars, seus hi viuen el 1575; Jaume Verdaguer, i tres familiars més, hi viuen el 1616; el 1626 hi viuen Bernat Verdaguer i quatre més. Joan Verdaguer es troba entre els pagesos aptes per a la guerra que tenen obligació de presentar-se a Vic l'any 1640. La casa del Verdaguer sol ser present entre els obrers de la parròquia de Santa Maria.
Fou adquirit per J. Pou l'any 1923.
Presenta reformes del segle xvii i XX, moment en què més es transformà l'edificació actual.
Cal remarcar la presència d'un esgrafiat en un mur de llevant on hi figuren unes garbes i segadors; és obra d'Ignasi Mas, mestre d'obres de Manlleu conegut com a Nasi Paleta. Data de 1906.